# Cartel de Medellín
Pour les articles homonymes, voir Medellín (homonymie).
Le cartel de Medellín est une organisation criminelle colombienne spécialisée dans le trafic de cocaïne entre l'Amérique du Sud et les États-Unis, développée à partir de la ville de Medellín et dont la principale période d'activité se situe dans les années 1980. Le cartel opéra entre 1970 et 1980 en Bolivie, Colombie, au Honduras, au Pérou, aux États-Unis, mais aussi au Canada et en Europe. Il fut fondé par Griselda Blanco, José Gonzalo Rodríguez Gacha, Pablo Escobar, Gustavo Gaviria, les frères Ochoa (Fabio, Jorge Luis et Juan David (en)) et Carlos Lehder.
À son apogée, le cartel de Medellín exportait plusieurs tonnes de cocaïne chaque semaine, générant au moins 420 millions de dollars par semaine et environ 25 milliards par an. Il contrôlait alors 90 % du marché aux États-Unis et 80 % du marché européen de la cocaïne. Le terme « cartel de Medellín » a été créé en 1986 par deux journalistes du Miami Herald.

## Historique

Organigramme du cartel de Medellín.

Le cartel de Medellín fut fondé par un parrain d'origine basque nommé Fabio Ochoa. Les principaux membres étaient José Gonzalo Rodríguez Gacha, Pablo Escobar, les frères Ochoa (Fabio, Jorge Luis et Juan David (en)), Carlos Lehder. Le cartel était constitué de plusieurs branches, notamment d'hommes chargés de la protection des stupéfiants et de commis pour la commercialisation de la cocaïne.
C'était le plus grand réseau de narcotrafiquants du monde, soupçonné d'avoir commandité et exécuté des milliers d'assassinats de juges, politiciens, journalistes, policiers, militaires et autres personnalités. On a évalué qu'il fournissait de 70 à 80 % de la production mondiale de cocaïne pendant les années 1980. Son chiffre d'affaires se comptait en milliards de dollars (près de 25 milliards de dollars en 1981) ; il aidait la population dite prolétaire des villes et des bidonvilles de Medellín.
Son nom de cartel lui vient de ce qu'il se fonde sur le même schéma que les cartels d'entreprises : les différents chefs d'entreprise partagent les ressources comme les routes, mais gèrent de manière séparée leurs bénéfices. Il reçut le nom de la ville de Medellín où se situaient ses principales opérations et qui était le lieu d'origine des responsables.
Le cartel de Medellín a été désintégré avec la mort de Pablo Escobar, celle de José Gonzalo Rodríguez Gacha, ainsi que de la plupart de leurs hommes de main, abattus par les forces de police ou emprisonnés à perpétuité. Très peu d'entre eux sont encore en vie.

## Histoire

### Naissance et développement (1976-1984)

#### Histoire et organisation
L’origine du cartel date de l’année 1976 quand des petits groupes de trafiquants de drogues s'unirent, donnant naissance au cartel de Medellín. Ils décidèrent de s’associer afin de créer une entreprise illégale qui se développa de manière importante, tant sur le plan économique que militaire, du fait des bénéfices dus au trafic de drogue. Les chefs visibles étaient Pablo Escobar (« El Padrino »), originaire de Rionegro, et Gonzalo Rodríguez Gacha (« El Mexicano »), originaire de Pacho, chef militaire et trafiquant. Les associés étaient les frères Fabio, Jorge Luis et Juan David Ochoa, originaires de Medellín. Carlos Lehder, Germano-Colombien parlant couramment anglais, avait accès aux États-Unis grâce à son ami George Jung qui était un vétéran du trafic de marijuana. Il y avait aussi Griselda Blanco, le mentor de Pablo Escobar.
Au second rang on trouvait Gustavo Gaviria et Roberto Escobar, respectivement cousin et frère de Pablo Escobar ; ils s’occupaient spécialement de la gestion de la comptabilité. Il y avait aussi un grand nombre de jeunes, recrutés à différentes fins et qui commençaient à être connus par leurs surnoms (John Jairo Arias Tascón (es) alias Pinina, Jhon Jairo Velásquez alias Popeye, Mario Alberto Castaño Molina alias El Chopo, Dandeny Muñoz Mosquera alias La Quica, Branches Muñoz Mosquera alias Tayson, Carlos Mario Alzate Urquijo alias El Arete, El negro Pabón, HH, L’ange…). À la fin des années 1980, le cartel avait plus de 2 000 hommes uniquement dans l’organisation militaire.

#### Fonctionnement du trafic de drogue
Les trafiquants de drogue importaient au début des années 1970 de la coca du Pérou, et de Bolivieet la transformaient en cocaïne, dans la jungle au sud de la Colombie ; elle était transportée par des pistes clandestines vers des zones d’embarquement dans d’autres secteurs du pays.
La nouveauté de cette organisation de trafic de drogue a été d'utiliser les moyens aériens afin d'acheminer la cocaïne aux États-Unis en y développant un marché. De la jungle colombienne, la cocaïne était transportée par des petits avions qui volaient à très basse altitude au-dessus de la mer, jusqu’aux côtes des Bermudes, des Bahamas et de Floride. Le pilote associé de Pablo Escobar, Carlos Lehder alias « El Mágico », a même acheté une île située au large de la Floride, sur laquelle il a fait construire une piste d'atterrissage par laquelle transitaient tous les avions qui déchargeaient et faisaient escale entre la Colombie et les États-Unis. Une fois arrivée, la cargaison était vendue aux associés et des millions de dollars étaient rapportés au pays.

#### Corruption
À son apogée, le cartel de Medellín menaçait la souveraineté et l’intégrité du gouvernement, alors faible, de la Colombie. Dans les quartiers de Medellín où régnaient la pauvreté et la misère, il n'était pas rare que des organisations tentent de contrôler ou de partager le pouvoir dans la région. Mélangeant la menace aux pots de vin, les trafiquants offraient aux autorités policières et gouvernementales des sommes comparables à celles des multinationales, rendant difficile le refus. Exerçant ainsi un certain contrôle sur les représentants gouvernementaux et exécutifs, il devenait plus facile pour le cartel de prospérer.
Maire de Medellín entre 1980 et 1982, Álvaro Uribe (président de la Colombie entre 2002 et 2010) accorda près de 200 licences de vol à des avions et à des hélicoptères appartenant (sous des noms d’emprunt) à Carlos Lehder, Pablo Escobar, Fabio Ochoa et autres « narcos » du Cartel. Le fait fut alors dénoncé par le Conseil national des stupéfiants. Les campagnes électorales d'Álvaro Uribe et de plusieurs autres politiciens de la région de Medellín reçurent des financements du cartel.

#### Carrière politique de Pablo Escobar
Pablo Escobar décide de développer une nouvelle phase de sa carrière, devenant délégué suppléant élu en 1982 à la chambre des représentants sous les couleurs du Parti libéral. Grand mécène, il dépense des millions dans les bidonvilles, construisant même un quartier entier sur l'emplacement d'une décharge publique, le Barrio Pablo Escobar. Ainsi durant cette période, Escobar se sert de sa fortune gagnée dans le trafic de drogue afin de redorer son image. Cependant le gouvernement commence à critiquer ces actions, le ministre de la Justice engage des poursuites, ainsi que le président. Le climat change entre le cartel de Medellín et le gouvernement.
En 1984, l'élection de Pablo Escobar est invalidée et le cartel de Medellín commence une campagne très violente contre le gouvernement qui continuera jusqu'à la mort ou l'emprisonnement des principaux acteurs du cartel.

### Développement de la phase extrêmement violente (1984-1989)

#### Début de l'opposition à Pablo Escobar
L'arrivée à la chambre des représentants de Pablo Escobar conduit le ministre de la Justice à le critiquer ouvertement et à l'accuser des nombreux crimes et délits qu'il avait commis. Cette dénonciation publique met à mal l'image que veut se donner le chef du cartel de Medellín. Elle aboutit à sa radiation de la Chambre des députés et à la confiscation de ses biens. Dès lors, Pablo Escobar mène une guerre totale contre le gouvernement et tous ses opposants.

#### Guerre contre le cartel de Cali
Dans le milieu des années 1980 les narco-trafiquants du cartel de Medellín et ceux du cartel de Cali s'affrontent. L'origine de l'affrontement est encore inconnue, mais il semble que ce soit dû au contrôle du trafic de drogue aux États-Unis. Les principales manifestations de cette guerre furent des assassinats ciblés commis à Cali, Medellín, New York et d'autres villes. Des attentats visèrent les installations d'une chaîne de pharmacie légale « Drogas la Rebaja », appartenant au cartel de Cali ; une voiture piégée explosa le 13 janvier 1988 dans la propriété Monaco de Pablo Escobar à Medellín. Le cartel de Cali participa financièrement à la lutte du groupe illégal « Los Pepes » dans les années 1992 et 1993.

#### Narco-terrorisme
Dans la deuxième moitié des années 1980 se développe un affrontement armé contre le cartel de Cali. En plus du trafic de drogue, le cartel de Medellín, principalement Pablo Escobar et José Gonzalo Rodríguez Gacha (les frères Ochoa n'ayant jamais été accusés d'actes de terrorisme) participèrent aux activités délictueuses des deux groupes « Muerte a Secuestradores » (« MAS ») et « Los Extraditables ». Elles consistaient en assassinats et actes de terrorisme contre des civils et contre le gouvernement colombien.
Le MAS était un groupe paramilitaire créé au début des années 1980 par le cartel de Medellín en représailles à l’enlèvement de l'une des sœurs des frères Ochoa et d'autres proches des chefs narcotrafiquants par le groupe Movimiento 19 de Abril (M-19, groupe de guérilla nationaliste de gauche hostile au trafic de drogue). Après plusieurs attaques mutuelles et d'après des témoignages de ses membres, une trêve s'engagea entre le M-19 et Pablo Escobar et le MAS cessa ses actions. Les paramilitaires tuaient aussi des syndicalistes, des journalistes et des militants communistes ou libéraux de gauche, supposés sympathisants des groupes de guérilla (FARC, ELN, EPL, M-19).
Le cartel de Medellín, sur les ordres de Pablo Escobar, assassine le 17 décembre 1986 Guillermo Cano Isaza, journaliste d'El Espectador, qui s'opposait à l'influence des cartels dans la politique nationale. Ce même journal fut victime d'une voiture piégée le 2 septembre 1989. 
L'argent amassé par Pablo Escobar fait de lui l'une des personnes les plus riches de la planète selon le magazine Forbes qui le classe en 1989 au septième rang des personnes les plus riches au monde.
Le 18 août 1989, le cartel de Medellín assassine le candidat à l'élection présidentielle du Parti libéral colombien, Luis Carlos Galán, son adversaire déclaré et favorable à un traité avec les États-Unis permettant l'extradition des trafiquants de drogue aux États-Unis. Le groupe Los Extraditables ("personnes susceptibles d'être extradées") fut créé afin de s'opposer à cette politique d'extradition. Il entreprit alors des actes terroristes : assassinats de politiques, juges, militaires et explosion de voitures piégées. Sa devise était « Nous préférons une tombe en Colombie qu'une prison aux États-Unis ». Le 27 novembre 1989, le cartel tente d'assassiner César Gaviria, successeur de Luis Carlos Galán candidat à la présidentielle colombienne, en faisant exploser le vol 203 d'Avianca, provoquant 107 morts. Gaviria, qui n'avait pas pris cet avion, fut élu président de Colombie en 1990. La mort de deux Américains parmi les victimes contribua à renforcer les moyens donnés par les États-Unis afin de lutter contre le cartel de Medellín et Pablo Escobar.

### Fin (1989-1993)

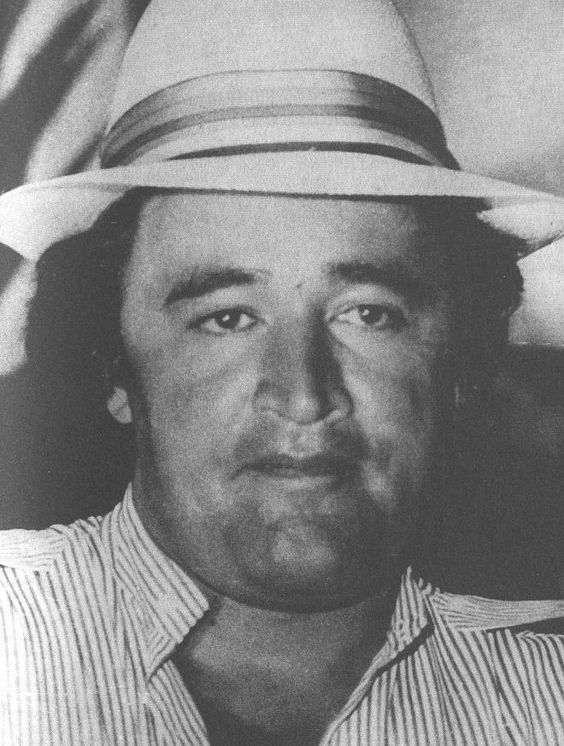
José Gonzalo Rodriguez Gacha.

José Gonzalo Rodríguez Gacha, aussi connu sous le nom de El Mexicano, devint célèbre pour sa violence dans la guerre des émeraudes. Il a toujours entretenu des liens avec des paramilitaires pour combattre les FARC et l'Union patriotique (parti politique de gauche décimé par les narcotrafiquants).En plus de ces 2 guerres, il était également en guerre avec cartel de Cali, ces derniers aideront à la police à abattre Gacha en décembre 1989. La mort de Rodriguez Gacha, laissait Pablo Escobar paranoïaque, tellement qu'Escobar commence à tuer ses amis comme les Galeano-Moncada, motivation de Diego Murillo Bejarano (lieutenant de Galeano) à créer le groupe Los Pepes (acronyme de Perseguidos Por Pablo Escobar), qui s'allia à cartel de Cali et les frères Castaño, futurs commandants des groupes d'Autodéfenses unies de Colombie qui s'attaquèrent tant légalement qu'illégalement au cartel de Medellín, appuyés par le gouvernement colombien tellement qu'ils aideront à tuer Pablo Escobar et ainsi-même disparaitre le cartel de Medellín en 1993.